# Giro della Regione Friuli Venezia Giulia
Il Giro della Regione Friuli-Venezia Giulia è una corsa a tappe maschile di ciclismo su strada che si disputa annualmente, in maggio, nella regione italiana del Friuli-Venezia Giulia. Dal 2005 fa parte del calendario dell'UCI Europe Tour come prova di classe 2.2.
Alla competizione possono prendere parte squadre Professional Continental italiane, squadre Continental, rappresentative nazionali o regionali, e club dilettantistici. Le squadre UCI ProTeam non possono partecipare. La gara, che si svolge su un numero di tappe da tre a cinque, è stata organizzata dall'A.S.D. Gruppo Sportivo Giro Ciclistico del Friuli-Venezia Giulia fino all'anno 2015. Successivamente c'è stato uno stop di due anni finché l'A.S.D Libertas Ceresetto Pratic Danieli, società sportiva con sede a Martignacco, ha ripreso ad organizzare la corsa, ricollocando la corsa a Settembre.

## Edizione 2023
Nel 2023, la manifestazione vive la sua edizione numero 59. Saranno quattro le tappe, disegnate da Danilo Moretuzzo: la prima a calendario giovedì 31 agosto, l'ultima domenica 3 settembre.

## Albo d'oro
Aggiornato all'edizione 2024.
| Anno      | Vincitore                                | Secondo                                  | Terzo                                    |
| --------- | ---------------------------------------- | ---------------------------------------- | ---------------------------------------- |
| 1962      | Giovanni De Franceschi                   |                                          |                                          |
| 1963      | Felice Gimondi                           |                                          |                                          |
| 1964      | Giovanni De Franceschi                   |                                          |                                          |
| 1965      | Marino Basso                             |                                          |                                          |
| 1966      | Giuseppe Bolzan                          |                                          |                                          |
| 1967      | Emilio Santantonio                       |                                          |                                          |
| 1968      | Giorgio Mantovani                        |                                          |                                          |
| 1969      | Alessio Peccolo                          |                                          |                                          |
| 1970      | Tommaso Giroli                           |                                          |                                          |
| 1971      | Giovanni Dalla Bona                      |                                          |                                          |
| 1972      | Alessio Peccolo                          |                                          |                                          |
| 1973      | Alfredo Chinetti                         |                                          |                                          |
| 1974      | Mario Gualdi                             |                                          |                                          |
| 1975      | Phil Edwards                             |                                          |                                          |
| 1976      | Sospeso a causa del terremoto del Friuli | Sospeso a causa del terremoto del Friuli | Sospeso a causa del terremoto del Friuli |
| 1977      | Claudio Corti                            |                                          |                                          |
| 1978      | Tullio Bertacco                          |                                          |                                          |
| 1979      | Claudio Gosetto                          |                                          |                                          |
| 1980      | Maurizio Piovani                         |                                          |                                          |
| 1981      | Claudio Argentin                         |                                          |                                          |
| 1982      | Massimo Saccani                          |                                          |                                          |
| 1983      | Maurizio Bonizzatto                      |                                          |                                          |
| 1984      | Claudio Chiappucci                       |                                          |                                          |
| 1985      | Bruno Bulić                              |                                          |                                          |
| 1986      | Federico Longo                           |                                          |                                          |
| 1987      | Ivan Parolin                             |                                          |                                          |
| 1988      | Gianluca Zanini                          |                                          |                                          |
| 1989      | Carlo Benigni                            |                                          |                                          |
| 1990      | Vincenzo Galati                          |                                          |                                          |
| 1991      | Gilberto Simoni                          |                                          |                                          |
| 1992      | Cristian Zanolini                        |                                          |                                          |
| 1993      | Gilberto Simoni                          |                                          |                                          |
| 1994      | Rudy Mosole                              |                                          |                                          |
| 1995      | Marco Fincato                            |                                          |                                          |
| 1996      | Rodolfo Ongarato                         |                                          |                                          |
| 1997      | Rodolfo Ongarato                         |                                          |                                          |
| 1998      | Danilo Di Luca                           |                                          |                                          |
| 1999      | Aleksandar Nikačević                     |                                          |                                          |
| 2000      | Raffaele Ferrara                         |                                          |                                          |
| 2001      | Ruslan Pidhornyj                         |                                          |                                          |
| 2002      | Luca Solari                              |                                          |                                          |
| 2003      | Ruslan Pidhornyj                         | Alessandro Ballan                        | Maksym Rudenko                           |
| 2004      | Matej Mugerli                            | Hrvoje Miholjević                        | Paolo Bailetti                           |
| 2005      | Non disputato                            | Non disputato                            | Non disputato                            |
| 2006      | Boris Špilevskij                         | Gianluca Coletta                         | Darwin Urrea                             |
| 2007      | Aleksandr Filipov                        | Vladimir Kerkez                          | Simone Stortoni                          |
| 2008      | Hrvoje Miholjević                        | Robert Vrečer                            | Luca Gasparini                           |
| 2009      | Gianluca Brambilla                       | Pavel Kočetkov                           | Giuseppe Pecoraro                        |
| 2010      | Vegard Stake Laengen                     | Carlos Manarelli                         | Matteo Busato                            |
| 2011      | Matteo Busato                            | Carmelo Consolato Pantò                  | Axel Domont                              |
| 2012      | Diego Rosa                               | Bob Jungels                              | Edoardo Zardini                          |
| 2013      | Jan Polanc                               | Daniele Dall'Oste                        | Ivan Rovnyj                              |
| 2014      | Simone Antonini                          | David Wöhrer                             | Rasmus Christian Quaade                  |
| 2015      | Gaëtan Bille                             | Stephan Rabitsch                         | Colin Stüssi                             |
| 2016-2017 | Non disputato                            | Non disputato                            | Non disputato                            |
| 2018      | Tadej Pogačar                            | Dmitrij Sokolov                          | Andrea di Renzo                          |
| 2019      | Clément Champoussin                      | Mattia Bais                              | Simon Pellaud                            |
| 2020      | Andreas Leknessund                       | Alexis Guerin                            | Roger Adrià                              |
| 2021      | Jonas Rapp                               | José Félix Parra                         | Antonio Puppio                           |
| 2022      | Emiel Verstrynge                         | Nicolò Buratti                           | Davide Toneatti                          |
| 2023      | Francesco Galimberti                     | Raffaele Mosca                           | Owen Geleijn                             |
| 2024      | Jørgen Nordhagen                         | Giulio Pellizzari                        | Pablo Torres                             |